# Povodí Jizery
Povodí Jizery je povodí řeky 2. řádu a je součástí povodí Labe. Tvoří je oblast, ze které do řeky Jizery přitéká voda buď přímo nebo prostřednictvím jejich přítoků. Jeho hranici tvoří rozvodí se sousedními povodími. Na jihu a východě je to povodí Mrliny, povodí Cidliny a povodí menších přítoků Labe, na západě povodí Ploučnice, na severu povodí Lužické Nisy a povodí Bobru. Nejvyšším bodem povodí je s nadmořskou výškou 1435 m Kotel v Krkonoších. Rozloha povodí je 2193,4 km², z čehož se většina nachází na území Česka a 46,98 km² na území Polska.

## Správa povodí
Na území Česka se správou povodí zabývá státní podnik Povodí Labe závod Jablonec nad Nisou. Na území Polska se správou povodí Jizery zabývá regionální úřad vodního hospodářství pro povodí střední Odry se sídlem ve Vratislavi.

## Dílčí povodí
| povodí                    | rozloha km² | nejvyšší bod   | nadm.výška m | odtékající řeka | průtok v ústí m³/s |
| ------------------------- | ----------- | -------------- | ------------ | --------------- | ------------------ |
| Povodí Kamenice           | 218,6       | Jizera         | 1122,0       | Kamenice        | 4,65               |
| Povodí Mohelky            | 176,5       | Černý vrch     | 949,0        | Mohelka         | 1,82               |
| Povodí Olešky             | 171,1       | Tábor          | 678,0        | Oleška          | 1,74               |
| Povodí Klenice            | 169,9       | Čakan          | 398,0        | Klenice         | 0,44               |
| Povodí Bělé               | 158,4       | Bezděz         | 606,0        | Bělá            | 0,53               |
| Povodí Libuňky            | 100,8       | Ředice         | 649,0        | Libuňka         | 0,79               |
| Povodí Žehrovky           | 95,0        | Trosky         | 511,0        | Žehrovka        | 0,50               |
| Povodí Jizerky            | 85,9        | Kotel          | 1435,0       | Jizerka         | 2,14               |
| Povodí Kněžmostky         | 72,4        | Baba           | 363,0        | Kněžmostka      | 0,19               |
| Povodí Zábrdky            | 71,5        | Jelínka        | 505,0        | Zábrdka         | 0,46               |
| Povodí Strenického potoka | 64,7        | Vrátenská hora | 507,0        | Strenický potok | 0,19               |
| Povodí Mumlavy            | 51,6        | Kotel          | 1435,0       | Mumlava         | 2,05               |